# Valderez Pinto Ferreira
Valderez Pinto Ferreira (13 de abril de 1959) é uma pesquisadora brasileira, titular da Academia Brasileira de Ciências na área de Ciências da Terra desde 2010. É professora e pesquisadora no campo da geologia na Universidade Federal de Pernambuco (UFPE).
É casada com Alcides Nóbrega Sial, também pesquisador da UFPE.
Foi condecorada com a comenda da Ordem Nacional do Mérito Científico.